# Het Joodse bruidje
Isaak en Rebekka, ook Portret van een paar als Isaak en Rebekka en bekend als Het Joodse bruidje of De Joodse bruid, is een schilderij van de Nederlandse schilder Rembrandt van Rijn in het Rijksmuseum in Amsterdam. Het doek is eigendom van de gemeente Amsterdam en is sinds 1885 in bruikleen gegeven aan het Rijksmuseum. Het dateert volgens het Rijksmuseum uit circa 1665- circa 1669, de late periode van de schilder. Het betreft een verstilde voorstelling van een man en vrouw in innige omhelzing tegen een diffuse achtergrond waaruit elk detail geweerd is. Het werk wordt beschouwd als een van Rembrandts meesterwerken. Vincent van Gogh was zo onder de indruk van Het Joodse bruidje toen hij het in 1885 samen met een vriend zag, dat hij zei: 'Geloof je nu wel, en dat meen ik oprecht, dat ik tien jaren van mijn leven wilde geven, als ik hier voor dit schilderij veertien dagen nog kon blijven zitten met een korst droog brood voor voedsel.' Aan zijn broer Theo schreef Van Gogh in oktober dat jaar: 'Wat een intiem, wat een oneindig sympathiek schilderij'.

## Voorstelling
Het stelt een man en een vrouw voor in een innige omhelzing. De man houdt zijn rechterhand tegen de boezem van de vrouw. Tegelijkertijd rust zijn linkerhand op haar linkerschouder. Zij houdt met haar linkerhand losjes de rechterhand van de man tegen haar borst. Haar rechterhand rust op haar onderbuik. Deze gebaren bepalen de emotionele en fysieke kern van het schilderij. De man en vrouw zijn de enige menselijke figuren op het schilderij.

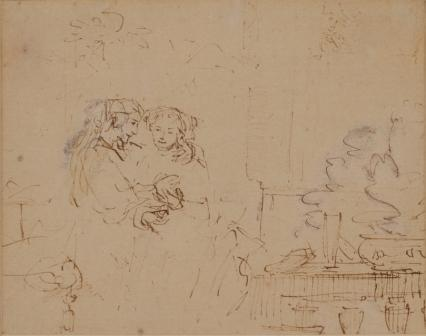
De voorstudie

Van een schets in Amerikaans particulier bezit wordt verondersteld dat het een voorstudie is. Hierop is een paar te zien waarbij de vrouw op de schoot van de man zit, met op de achtergrond eveneens een plant op een balustrade en eenzelfde soort andere architectonische achtergrond. Uit een röntgenfoto blijkt dat Rembrandt oorspronkelijk van plan was om ook op het schilderij de vrouw op de schoot van de man te laten plaatsnemen. Op de schets is rechts het gezicht van een man te zien, die het tweetal gadeslaat, een detail dat op het schilderij ontbreekt. Het is deze man die kunsthistorici de indruk geeft dat de schets en het schilderij een weergave zijn van de Bijbelse Isaak en zijn vrouw Rebekka. Dit echtpaar werd volgens het boek Genesis door een hongersnood gedwongen om naar het land der Filistijnen van koning Abimelech te vluchten. Aangezien Isaak bang was om vermoord te worden door mannen die het voorzien hadden op zijn vrouw, deed hij zich daar voor als haar broer. Abimelech spotte het paar echter in een innige pose, maar ze werden niet gestraft doch alleen vermaand. De Filistijnse mannen kregen vervolgens de opdracht om Isaak en Rebekka ongemoeid te laten.
De titel, Het Joodse bruidje, waaronder het schilderij het meest bekend staat, moet echter niet al te letterlijk worden genomen. Het is onzeker of zij Joods is. Wie er dan wel zijn afgebeeld, is onderwerp van speculatie. Het is mogelijk dat Rembrandt het werk in opdracht van het paar schilderde en dat zij zich als de Bijbelse figuren Isaak en Rebekka lieten afbeelden. Jonathan Bikker meent dat dit wellicht het geval is geweest. Dergelijke portretten (portraits historiés) waren niet ongebruikelijk in Rembrandts tijd en Isaak en Rebekka kwamen vaak voor op medailles die geschonken werden bij verlovingen en huwelijken. Ook kwamen ze indertijd voor in pamfletten uit Holland die ter gelegenheid van een huwelijksfeest gedrukt werden.
Een aantal kunsthistorici ziet in de man Rembrandts zoon, Titus van Rijn, die in 1668 trouwde met Magdalena van Loo. In 1929 identificeerde Jac. Zwarts de geportretteerden als het Joodse echtpaar Miguel de Barrios en Abigail de Pina, die in 1662 trouwden. Maarten Wurfbain suggereert dat het hier mogelijk gaat om Bartholomeus Vaillant, die in 1668 trouwde met Elisabeth van Swanenburg. Zij waren de voorouders van Christiaan Everhard Vaillant, de vermoedelijke oudst bekende eigenaar van het werk.

## Toeschrijving en datering
Het werk is rechtsonder gesigneerd ‘Rembrandt f.[ecit] 16[..]’. In de literatuur wordt het werk afwisselend gedateerd: 1662 (Gary Schwartz), 1665 (Ernst van de Wetering) en 1666 (Christiaan Tümpel en M.L. Wurfbain in De Liefde een groot stuck; (Jaarboekje voor geschiedenis en oudheidkunde van Leiden en omstreken)). Op de in 2014 in het Rijksmuseum gehouden expositie Late Rembrandt werd het gedateerd op circa 1665. Het Rijksmuseum hield in juni 2016 op haar website de periode 1665-1669 aan, dus Rembrandts laatste jaren. In elk geval in augustus 2019 werd dat circa 1665 - circa 1669.

## Thematiek
Kunsthistorici hebben gewezen op een aantal kenmerken die in het schilderij tot de verbeelding spreken: de peinzende verstilling, de liefde die tot uitdrukking komt in het beschermende, intieme handgebaar, en de toewijding tussen beide geliefden die wordt gesuggereerd.

## Techniek
Het schilderij gaat tegen een aantal conventies van zijn tijd in. In de achtergrond ontbreken vrijwel alle details. En in een periode waarin het juist mode werd glad, effen te gaan schilderen, blijft Rembrandt trouw aan de werkwijze waarom hij bekend is: dik opgezette verf in reliëf, vaak met het paletmes aangebracht, waardoor de parels en juwelen driedimensionaal lijken. Bij de handen zijn de vingernagels niet geschilderd. De vaagheid die daardoor wordt bereikt, suggereert beweging en gebaar.
In de schaduwpartijen van de mouw van Isaak werd synthetisch orpiment aangetoond. Dit giftige arseengeel werd maar zelden in de olieverftechniek toegepast.  De pasteuze lichtere delen waren gemengd met loodtingeel, gele oker en loodwit.

## Herkomst
Volgens de veilingcatalogus van 1828 is het werk afkomstig van ‘the Collection of Monsieur Vaillant, of Amsterdam’. Waarschijnlijk was dit Christiaan Everhard Vaillant (1746-1829). In 1825 verkocht Vaillant het werk op een veiling voor ƒ 5.000 aan de Londense kunsthandelaar John Smith. Deze liet het op 2 mei 1828, nr. 68, veilen bij veilinghuis Stanley's in Londen als ‘Jephthah and his Daughter’. Het werk werd toen voor £ 420 opgehouden, dat wil zeggen dat Smith het terugkocht. Uiteindelijk verkocht hij het in juli 1833 voor ƒ 6.825 via Albertus Brondgeest aan de Nederlandse verzamelaar Adriaan van der Hoop. Deze liet het na zijn dood in 1854 na aan de stad Amsterdam, die het eerst van 1855 tot 1885 onderbracht in het Museum Van der Hoop en op 30 juni 1885 in bruikleen gaf aan het Rijksmuseum Amsterdam.
- Gemeinsame Normdatei: 4119978-9
- Library of Congress Control Number: nr2007005810
- Nationale Bibliotheek van Israël: 987007596935305171
- RKDimages: 3068
- Virtual International Authority File: 178565084

Adriaantje Hollaer · Ahasveros en Haman aan het feestmaal van Esther · De anatomische les van Dr. Deijman · De anatomische les van Dr. Nicolaes Tulp · Andromeda aan de rots geketend · Aristoteles bij de buste van Homerus · Artemisia · Badende vrouw · Bathseba met de brief van koning David · De blindmaking van Simson · De brillenverkoper · Buitenlandse admiraal · Christus in de storm op het meer van Galilea · Christus met een staf · Danaë · David en Uria · De doop van de kamerling · Het feestmaal van Belsazar · Flora · Gelijkenis van de rijke dwaas · Historiestuk · Jacob zegent de zonen van Jozef · Jeremia treurend over de verwoesting van Jeruzalem · Het Joodse bruidje · De maaltijd in Emmaüs · Marten Soolmans en Oopjen Coppit · Mozes en de tafelen der wet · De Nachtwacht · Het offer van Abraham (1635) · Pallas Athene · Portret van een man met handschoenen in de hand · Portret van een man · Portret van Amalia van Solms · Portret van Baertje Martens · Portret van Herman Doomer · Portret van Jan Six · Portret van Johannes Wtenbogaert · Portret van Maurits Huygens · De samenzwering van de Bataven onder Claudius Civilis · De schilder in zijn atelier · De Staalmeesters · De steniging van de Heilige Stefanus · Terugkeer van de verloren zoon · Titus aan de lezenaar · Titus als monnik · De Vaandeldrager · De verloochening van Petrus · De verloren zoon in een herberg · Het vertrek van de Sunammitische vrouw · De vlucht naar Egypte · De vlucht naar Egypte · Zelfportret op jeugdige leeftijd (ca. 1628) · Zelfportret met twee cirkels · Zelfportret als de apostel Paulus